# بابالو (چالدران)
بابالو یک منطقهٔ مسکونی در ایران است که در دهستان چالدران شمالی واقع شده‌است. براساس سرشماری مرکز آمار ایران در سال ۱۳۹۵، بابالو ۳۵۴ نفر جمعیت دارد.